# Sentharapatti
Sentharapatti es una ciudad y nagar Panchayat situada en el distrito de Salem en el estado de Tamil Nadu (India). Su población es de 14308 habitantes (2011).

## Demografía
Según el censo de 2011 la población de Sentharapatti era de 14308 habitantes, de los cuales 5505 eran hombres y 5304 eran mujeres. Sentharapatti tiene una tasa media de alfabetización del 71,30%, inferior a la media estatal del 80,09%: la alfabetización masculina es del 79,06%, y la alfabetización femenina del 63,78%.